# Sharīfābād (ort i Teheran)
Sharīfābād (persiska: شَريف آباد, شريف آباد) är en ort i Iran.   Den ligger i provinsen Teheran, i den centrala delen av landet, 40 km sydost om huvudstaden Teheran. Sharīfābād ligger 1 056 meter över havet och antalet invånare är 8 870.
Terrängen runt Sharīfābād är platt åt sydväst, men åt nordost är den kuperad. Runt Sharīfābād är det tätbefolkat, med 297 invånare per kvadratkilometer. Närmaste större samhälle är Qarchak, 19,0 km väster om Sharīfābād. Trakten runt Sharīfābād består till största delen av jordbruksmark.